# Rodman (CDP, New York)
Pour les articles homonymes, voir Rodman.
Rodman est une census-designated place du comté de Jefferson, dans l'État de New York, aux États-Unis,. En 2020, elle compte une population de 152 habitants.